# Дневники Владимира Высоцкого
Дневники — часть изучаемого высоцковедами «литературного текста» в творчестве Владимира Высоцкого. Ряд рукописных текстов, доступных для публикаций, уже обнародован. В то же время Мариной Влади переданы на хранение в РГАЛИ рукописные материалы, которые по её воле могут быть опубликованы только после смерти вдовы поэта. Дневниковые записи Владимир Семёнович вёл нерегулярно, их обнаружено сравнительно немного. Сохранились немногочисленные отрывочные записи, предположительно датированные концом 1963-го, осенью 1967-го, 1971—1972-м и зимой 1975 года. Это были авторские заметки, не предназначавшиеся для печати, своего рода «записки для личного пользования», переходящие в прозу:

Человек точнее, чем любой будильник! Если скажешь себе: надо встать в 7 ч. 10 м. — то встанешь в 7 ч. 10 м. Я проснулся, как от удара, — на часах 7 ч. 10 м. А просыпаться не хочется, потому что чувствуешь, что сейчас вспомнишь что-то, что вчера сделал что-то, от чего станет невыносимо стыдно. И гонишь от себя пробуждение. Во сне хоть и страшно, хоть и стыдно, но ведь проснешься — и всё в порядке!— Дневниковые записи В. Высоцкого 1963 года
В небольшой дневниковой заметке, сделанной в начале 1970-х годов, Высоцкий рассуждал о героях «Гамлета» и трактовке образа принца датского: «Гамлет сам его сын — у него есть и то, и то (и от отца, и от себя…) (Университет). Призрак должен быть в Гамлете». Судя по записи, актёр считал, что на судьбу его героя в большей степени повлияли «развивающие условия среды» (прежде всего университетское образование), чем семейное воспитание. Эти размышления соотносятся со строчками из написанного в 1972 году стихотворения Высоцкого «Мой Гамлет»: «Не нравился мне век, и люди в нём / Не нравились, — и я зарылся в книги».
Более обстоятельно Высоцкий работал с дневниками зимой 1975 года, когда описывал дорожные впечатления на пути во Францию и воспроизводил подробности своего пребывания в Париже. Поэт рассказывал о получении визы в посольстве ФРГ, дорожной поломке, проживании в гостинице, просмотре спектакля «Дело Дантона» (Анджея Вайды), встрече с актёром Даниэлем Ольбрыхским, прогулках по парижским магазинам и Елисейским Полям, посещении специализированной клиники Шарантон, где в ту пору находился на лечении сын Марины Влади — Игорь. Эти записи, показывающие повседневную жизнь, являются, по мнению литературоведа Галины Шпилевой, «ценным документом, раскрывающим черты человеческого характера и определённой эпохи». Автор дневника не только фиксировал различные жизненные ситуации, но и подбирал для них аналогии из мира литературы и истории. Так, рассказывая о стремлении Игоря освободиться от материнской опеки и удалиться с товарищем на природу, Высоцкий уточнял — «как Лев Толстой почти». В другом эпизоде упоминалось, как некий поэт К. В. во время застолья в кафе «ловко подводил свою речь к цитатам и называл Пастернака Борей (как Ильича назвать „Вовчик“)».
Некоторые дневниковые заметки по стилистике близки вставным новеллам. К ним относится, например, описание небольшого отеля в Карлсруэ, где Влади и Высоцкий остановились на ночлег. Наблюдая за хозяевами гостиницы, поэт предположил, что в прежние времена они были связаны романтическими отношениями, но «теперь этот Ганс или Фриц, а может быть, и Зигфрид, постарел, а Гретхен или Брунгильда обрюзгла, но бюст сохранила и поддерживает». Судя по записи, атмосфера в отеле напомнила поэту о «Песни о Нибелунгах» — средневековой эпической поэме, в которой действовали герои Зигфрид и Брунгильда. Кроме того, дневник позволяет понять, как у Высоцкого зародилась идея шутливого песенного послания, адресованного Ивану Бортнику и позже получившего название «Письмо к другу, или Зарисовка о Париже»: «Завертелись строчки и рифмы: „Пассатижи — Парижи. Обглоданы — Лондоны“. „Однако, Ваня, мы в Париже / Нужны, как в бане — пассатижи“». По словам Галины Шпилевой, дневниковые заметки Высоцкого — это сложившийся литературный текст, записи «поэта, который мыслит образами, держится на поэтическом „нерве“».

## Рекомендуемая литература
- Владимир Высоцкий (1938—1980): поэт, актёр, бард. Биобиблиографический указатель. Официальный сайт Российской государственной библиотеки. Дата обращения: 24 марта 2018. Архивировано 24 марта 2018 года.